# Portlider

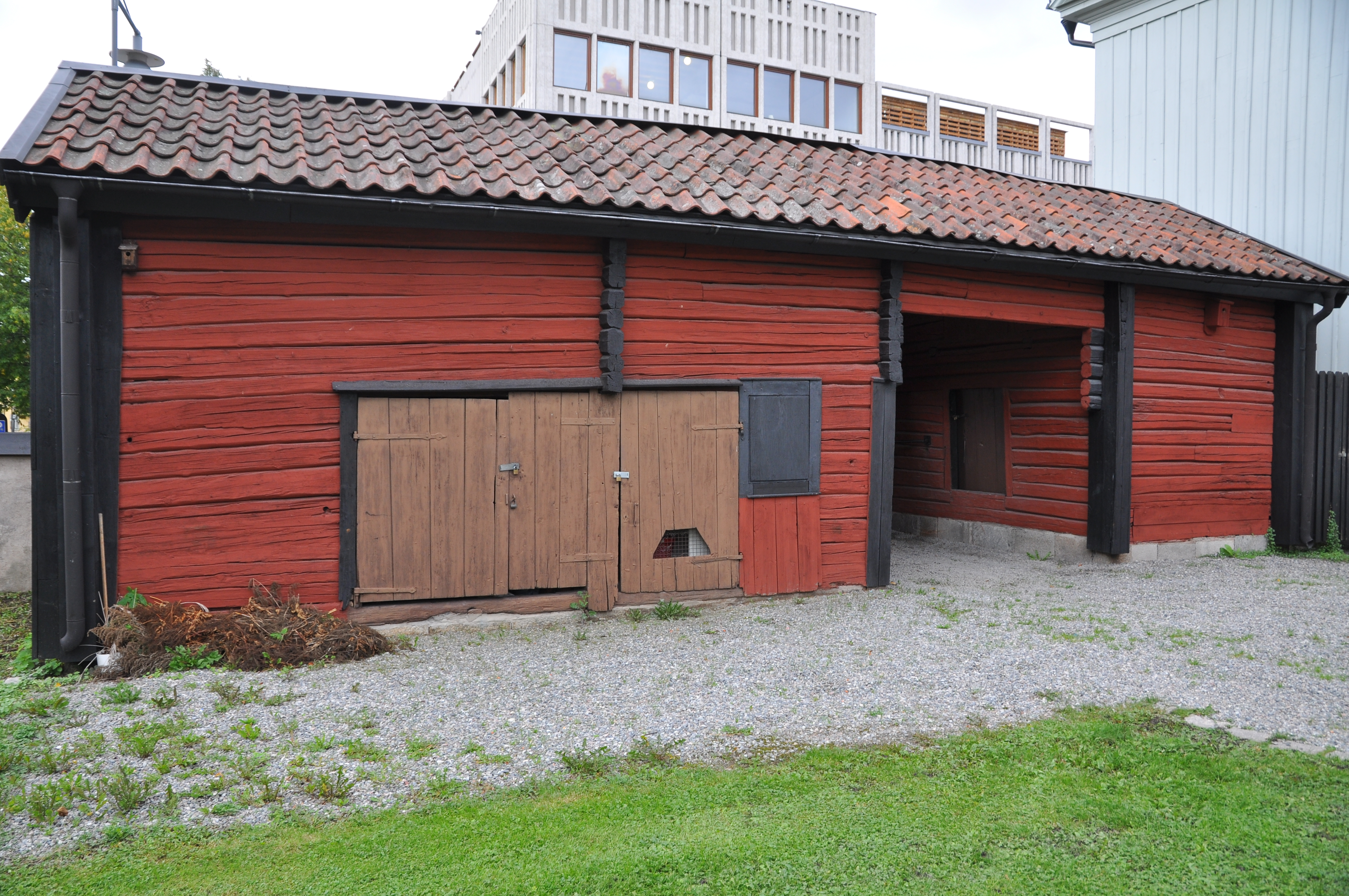
Portlider vid Komministergården i Västerås.

Portlider är ett vagnslider med ingång i en port som ofta leder in till ett omgärdat gårdstun.